# Francisco Arias de Saavedra y de la Cueva
Francisco Arias de Saavedra y de la Cueva (* Lima, ? - † Cuzco, 27 de marzo de 1731), fue un militar criollo y funcionario colonial en el Virreinato del Perú. 

## Biografía
Fueron sus padres el general Francisco Ramírez de Saavedra, II marqués de Rivas, quien pasó al Perú junto a su pariente el virrey Baltasar de la Cueva y Enríquez de Cabrera, y su segunda esposa, la limeña Brianda de la Cueva Guzmán y Contreras. En su carrera militar ascendió a general. 
Se estableció en el Cuzco, una vez designado juez privativo y visitador de haciendas, minas y obrajes en las provincias de Abancay, Quispicanchis, Paucartambo, Calca, Azángaro, Carabaya y Lampa (1722), pero debido a algunas informaciones u oposiciones a dicho nombramiento, lo reemplazó el gobernador Gaspar Varona (1723). Sometido a investigación y esclarecida su conducta, el arzobispo-virrey Diego Morcillo Rubio de Auñón lo nombró corregidor del Cuzco (1724).
Como corregidor se encargó de organizar la fiesta para celebrar la proclamación del rey Luis I (1725), sin embargo sería cesado en sus funciones por disposición del virrey Marqués de Castelfuerte. Absuelto de los cargos que sobre él pesaban, asumió nuevamente sus funciones como corregidor (1729). Sin embargo, pronto enfermó y luego de tres meses de agudos padecimientos, murió sin recibir los sacramentos.

## Matrimonio y descendencia
Se casó en Lima con Mariana Leda de Bustíos Cabrera y Ulloa, hija de Luis Felipe de Bustíos, caballero de la Orden de Santiago, y Marcela de Alarcón y Cabrera, VIII señora de la Villa de La Atalaya, descendiente de Amador de Cabrera, descubridor de las minas de azogue de Huancavelica, con quien tuvo a:
1. Brianda Arias de Saavedra y Cabrera, IX señora de La Atalaya, casada con Juan José de Ceballos, III conde de Santa Ana de las Torres, con sucesión.
2. Marcela Arias de Saavedra, casada con el oidor Manuel de Mancilla y Arias de Saavedra.

| Predecesor: Juan de Armaza y Arregui | Corregidor del Cuzco 1724 - 1726 | Sucesor: Ignacio Soroeta   |
| Predecesor: Ignacio Soroeta          | Corregidor del Cuzco 1729 - 1731 | Sucesor: Gaspar de Cedillo |